# Rio Barcheș
O Rio Barcheş é um rio da Romênia afluente do Rio Caraş, localizado no distrito de Caraş-Severin.